# Rànquing d'universitats espanyoles
Aquest rànquing d'universitats espanyoles és una classificació de les universitats d'Espanya, i en un sentit més ampli, de les universitats i institucions d'educació superior i d'investigació, d'acord amb una rigorosa metodologia científica de tipus bibliomètric que inclou uns criteris objectius, mesurables i reproduïbles.
A l'ensenyament superior, els rànquings d'universitats són llistats sobre les institucions educatives en un orde determinat usant diferents criteris. Les classificacions es poden basar en la "qualitat subjectiva percebuda", en una certa combinació d'estadístiques empíriques o en exàmens realitzats per educadors, estudiants o altres. Dites classificacions són consultades sovint per estudiants no matriculats encara per a poder triar universitat segons alguns criteris.
Les classificacions varien molt d'un país a un altre. Un estudi de la Universitat Cornell demostrà que les classificacions dels Estats Units afectaven de forma significativa les admissions a les universitats. De fet, Estats Units compta amb una gran tradició pel que fa a rànquings universitaris. Al Regne Unit, diversos diaris publiquen les league tables, que representen un rànquing d'universitats.

## Classificació d'Universia
Universia, un portal d'Internet per als universitaris iberoamericans, publica un estudi bibliomètric per a les universitats i instituts d'investigació d'aquesta regió. La seva metodologia està basada en el nombre de publicacions arbitrades que estan registrades en la base de dades del Science Citation Index.
- Les cinc millors classificades d'Espanya, per producció total[2]

| Lloc (2006) | Institució                        |
| 1           | Pompeu Fabra                      |
| 2           | Universitat de Barcelona          |
| 3           | Universitat Complutense de Madrid |
| 4           | Universitat Autònoma de Barcelona |
| 5           | Universitat de València           |

## Rànquing de la Universitat Jiao Tong de Shanghai
El Shanghai Jiao Tong University Ranking és una de les classificacions mundialment més conegudes. Es tracta d'un llistat recopilat per un grup d'especialistes en bibliometria de la Universitat Jiao Tong de Shanghai (Xina). Aquest llistat inclou les institucions d'educació superior més grans del món i són ordenades d'acord amb uns indicadors on es té en compte:
- el nombre de guardonats amb el Premi Nobel (10%),
- els guanyadors de la Medalla Fields (20%),
- el nombre d'investigadors molt citats en 21 temes generals (20%),
- el nombre d'articles publicats en les revistes científiques Science i Nature (20%),
- l'impacte dels treballs acadèmics registrats en llistat del Science Citation Index (20%),
- les dimensions de la institució.

Les cinc millors universitats espanyoles classificades entre les TOP 500 del món són:
| Lloc (2007) | Universitat                       |
| 1           | Universitat de Barcelona          |
| 2           | Universitat Autònoma de Madrid    |
| 3           | Universitat Complutense de Madrid |
| 4           | Universitat de València           |
| 5           | Universitat Autònoma de Barcelona |

## Times World University Ranking
El diari britànic The Times publica un suplement anomenat Higher Education Supplement (THES) que és una classificació acadèmica amb una metodologia objectiva i amb les següents valoracions:
- 60% a la "qualitat de la investigació",
- 10% a la capacitat que un graduat entri al mercat laboral,
- 10% a la "presència internacional"
- 20% al quocient estudiants/acadèmics.

No hi havia cap institució espanyola al TOP 100 mundial l'any 2007.
Les cinc millors universitats espanyoles classificades entre les TOP 400 mundial són:
| Lloc el 2007 (espanyol i mundial) | Universitat                       |
| 1 (194)                           | Universitat de Barcelona          |
| 2 (258)                           | Universitat Autònoma de Barcelona |
| 3 (306)                           | Universitat Autònoma de Madrid    |
| 4 (319)                           | Universitat de Navarra            |
| 5 (339)                           | Universitat Pompeu Fabra          |

## Classificació webomètrica del CSIC
Aquesta classificació la realitza el Centre d'Informació i Documentació (CINDOC) del Consell Superior d'Investigacions Científiques (CSIC) d'Espanya. El CINDOC actua com un observatori de la ciència i la tecnologia disponible en internet. La classificació es construeix a partir d'una base de dades que inclou al voltant d'11.000 universitats i més de 5.000 centres d'investigació i mostra les 3.000 institucions més ben situades.
La metodologia bibliomètrica té en compte el volum de continguts publicats en la web, així com la visibilitat i impacte d'aquests continguts d'acord amb els enllaços externs que enllacen amb eles seves webs. Aquesta metodologia aquesta basada en l'anomenat "Factor-G" que avalua objectivament la importància de la institució dins de la xarxa social de llocs d'universitats en el món.
Les cinc millors classificades a nivell d'Espanya són:
| Lloc (2006) | Institució                        |
| 1           | Universitat Complutense de Madrid |
| 2           | Universitat de Sevilla            |
| 3           | Universitat de Barcelona          |
| 4           | Universitat de València           |
| 5           | Universitat Autònoma de Barcelona |

## Classificació de la Comunitat Europea
La Comunitat Europea té la seva pròpia metodologia per al llistat de 22 universitats exclusivament europees més rellevants, i es basa en l'impacte de la producció científica.
Les tres millors classificades d'Espanya són:
| Lloc (2004) | Nombre de publicacions   | Nombre de cites          | Impacte                        |
| 1           | Universitat de Barcelona | Universitat de Barcelona | Universitat Autònoma de Madrid |

## Rànkings a Espanya
Els rànquings d'universitats espanyoles són realitzats en l'actualitat per diversos mètodes. Mentre alguns com el de El Mundo i la Gaceta Universitaria utilitzen criteris com la demanda universitària, els recursos humans, els recursos físics, el pla d'estudis, els resultats, etc., altres como el d'InternetLab utilitzen la indexació d'articles científics de cada universitat que apareixen a Internet, i segons la popularitat web.
Les següents taules comparen informació extreta de diversos rànquings sobre universitats espanyoles realitzades per empreses privades. Estan ordenats d'acord amb el rànquing de El Mundo.  Arxivat 2007-08-12 a Wayback Machine., donat que és un dels realitzats de forma més recent i un dels més complets.
| Universitat                                    | El Mundo (2005/2006) (sobre 41) | Gaceta Universitaria (2002) (sobre 47) | InternetLab (2005) (sobre 100) | 4icu (2006) (sobre 72) |
| ---------------------------------------------- | ------------------------------- | -------------------------------------- | ------------------------------ | ---------------------- |
| Universitat Politècnica de Madrid              | 1a                              | 23a                                    | 3a                             | 4a                     |
| Universitat Autònoma de Madrid                 | 2a                              | 2a                                     | 6a                             | 18a                    |
| Universitat Autònoma de Barcelona              | 3a                              | 5a                                     | 7a                             | 6a                     |
| Universitat Complutense de Madrid              | 4a                              | 1a                                     | 1a                             | 1a                     |
| Universitat Pompeu Fabra                       | 5a                              | 4a                                     | 23a                            | 9a                     |
| Universitat Politècnica de Catalunya           | 6a                              | 20a                                    | 4a                             | 8a                     |
| Universitat de Barcelona                       | 7a                              | 3a                                     | 2a                             | 11a                    |
| Universitat Carles III de Madrid               | 8a                              | 24a                                    | 22a                            | 22a                    |
| Universitat de Navarra                         | 9a                              | -                                      | 14a                            | 15a                    |
| Universitat Politècnica de València            | 10a                             | 9a                                     | 8a                             | 5a                     |
| Universitat de Granada                         | 11a                             | 14a                                    | 10a                            | 7a                     |
| Universitat de València                        | 12a                             | 9a                                     | 5a                             | 2a                     |
| Universitat d'Alacant                          | 13a                             | 39a                                    | 11a                            | 3a                     |
| Universitat Ramon Llull                        | 14a                             | -                                      | 59a                            | 48a                    |
| Universitat de Sevilla                         | 15a                             | 16a                                    | 12a                            | 13a                    |
| Universitat de La Corunya                      | 16a                             | 37a                                    | 30a                            | 33a                    |
| Universitat del País Basc                      | 17a                             | 27a                                    | -                              | 21a                    |
| Universitat d'Alcalá de Henares                | 18a                             | 7a                                     | 38a                            | 32a                    |
| Universitat de Salamanca                       | 19a                             | 8a                                     | 25a                            | 23a                    |
| Universitat de Cantàbria                       | 20a                             | 18a                                    | 36a                            | 41a                    |
| Universitat de Castella-La Manxa               | 21a                             | 34a                                    | -                              | 30a                    |
| Universitat de Lleó                            | 22a                             | 35a                                    | 41a                            | 42a                    |
| Universitat de Lleida                          | 23a                             | 31a                                    | 37a                            | 53a                    |
| Universitat de Santiago de Compostel·la        | 24a                             | 6a                                     | 19a                            | 19a                    |
| Universitat Jaume I de Castelló                | 25a                             | 38a                                    | 17a                            | 27a                    |
| Universitat de les Illes Balears               | 26a                             | 30a                                    | 15a                            | 20a                    |
| Universitat de Deusto                          | 27a                             | -                                      | 44a                            | 44a                    |
| Universitat de Màlaga                          | 28a                             | 36a                                    | 20a                            | 17a                    |
| Universitat d'Oviedo                           | 29a                             | 21a                                    | 13a                            | 10a                    |
| Universitat de Saragossa                       | 30a                             | 25a                                    | 9a                             | 12a                    |
| Universitat Pontifícia de Comillas             | 31a                             | -                                      | 66a                            | 49a                    |
| Universitat Pública de Navarra                 | 32a                             | 22a                                    | 50a                            | 55a                    |
| Universitat de Sant Pau CEU                    | 33a                             | -                                      | 54a                            | 37a                    |
| Universitat Rei Joan Carles                    | 34a                             | 10a                                    | 39a                            | 40a                    |
| Universitat de Valladolid                      | 35a                             | 19a                                    | 18a                            | 26a                    |
| Universitat Cardenal Herrera CEU               | 36a                             | -                                      | 65a                            | 38a                    |
| Universitat d'Extremadura                      | 37a                             | 28a                                    | 31a                            | 36a                    |
| Universitat de Girona                          | 38a                             | 33a                                    | 53a                            | 28a                    |
| Universitat Rovira i Virgili                   | 39a                             | 29a                                    | 64a                            | 54a                    |
| Universitat de Vigo                            | 40a                             | 41a                                    | 27a                            | 34a                    |
| Universitat Alfons X el Savi                   | 41a                             | -                                      | 69a                            | 56a                    |
| Universitat de Còrdova                         | 42a                             | 12a                                    | 35a                            | 43a                    |
| Universitat de Las Palmas de Gran Canaria      | 43a                             | -                                      | 28a                            | 24a                    |
| Universitat de Múrcia                          | 44a                             | 17a                                    | 21a                            | 25a                    |
| Universitat de Vic                             | 45a                             | -                                      | 58a                            | 50a                    |
| Universitat d'Almeria                          | -                               | 40a                                    | 45a                            | 45a                    |
| Universitat de Burgos                          | -                               | 46a                                    | 51a                            | 47a                    |
| Universitat de Cadis                           | -                               | 26a                                    | 33a                            | 16a                    |
| Universitat de Huelva                          | -                               | 45a                                    | 48a                            | 46a                    |
| Universitat de Jaén                            | -                               | 44a                                    | 52a                            | 39a                    |
| Universitat de La Laguna                       | -                               | 11a                                    | 34a                            | 29a                    |
| Universitat de La Rioja                        | -                               | 43a                                    | 46a                            | 31a                    |
| Universitat Miguel Hernández                   | -                               | 13a                                    | 42a                            | 72a                    |
| Universitat Nacional d'Ensenyament a Distància | -                               | 47a                                    | 24a                            | -                      |
| Universitat Pablo de Olavide                   | -                               | 42a                                    | 60a                            | 52a                    |
| Universitat Politècnica de Cartagena           | -                               | -                                      | 62a                            | 58a                    |
| Universitat Abat Oliba CEU                     | -                               | -                                      | 99a                            | 61a                    |
| Universitat Antonio de Nebrija                 | -                               | -                                      | 71a                            | 70a                    |
| Universitat Camilo José Cela                   | -                               | -                                      | 85a                            | 66ª                    |
| Universitat Catòlica d'Àvila                   | -                               | -                                      | 80a                            | 68a                    |
| Universitat Catòlica de València               | -                               | -                                      | 88a                            | 69a                    |
| Universitat Catòlica Sant Antoni de Múrcia     | -                               | -                                      | 68a                            | 64a                    |
| Universitat Europea de Madrid                  | -                               | -                                      | 57a                            | 35a                    |
| Universitat Europea Miguel de Cervantes        | -                               | -                                      | -                              | 71a                    |
| Universitat Francisco de Vitoria               | -                               | -                                      | 98a                            | 67a                    |
| Universitat Internacional de Catalunya         | -                               | -                                      | 74a                            | 57a                    |
| Universitat de Mondragón                       | -                               | -                                      | 75a                            | 59a                    |
| Universitat Oberta de Catalunya                | -                               | -                                      | 40a                            | -                      |
| Universitat Pontifícia de Salamanca            | -                               | -                                      | 63a                            | 51a                    |
| Universitat Internacional SEK                  | -                               | -                                      | 79a                            | 60a                    |

## Classificacions subjectives
Aquestes classificacions són productes d'apreciacions subjectives i no estan basades necessàriament en mètodes bibliomètrics o científics clars i reflecteixen moltes vegades la mitjana de les opinions d'enquestats que poden ser individus no necessàriament amb títols acadèmics o amb coneixement del conjunt de les universitats del món.
Moltes vegades aquests estudis són publicats per encàrrec de les mateixes universitats amb l'objectiu de realitzar publicitat en determinats èpoques. Un dels més coneguts és el U.S. News & World Report College and University rànquings el qual ha rebut tota mena de crítiques per ser subjectiu i predicible. Segons el diari San Francisco Chronicle, "la millor universitat nord-americana d'acord amb aquesta mena d'estudis és la més rica".
Aquests estudis també han estat criticats per moltes altres institucions entre les quals destaquen la Universitat Stanford, el New York Times (). A Espanya, publicacions amb classificacions d'aquest tipus les ha publicat el diari El Mundo.